# Homaspis alpigena
Homaspis alpigena là một loài tò vò trong họ Ichneumonidae.